# TP Mazembe
Az Tout Puissant Mazembe, röviden TP Mazembe, labdarúgócsapatát 1939-ben a kongói Lubumbashi városában alapították. Az együttes korábban TP Englebert néven szerepelt. A kongói labdarúgó-bajnokság, a Linafoot tagja és legsikeresebb egyesülete. A hazai sikerek mellett az afrikai kupasorozatokban is számos trófeával büszkélkedhet.

## Története
1939-ben Elisabethville (mai nevén Lubumbashi) Saint-Boniface Intézetének bencés szerzetesei hozták létre a labdarúgó csapatot, melyet FC Saint-Georges-nak neveztek el.
A megalakulás után el is indultak az akkori Fédération Royale des Associations Sportives Indigènes (Királyi Szövetség Regionális Bajnokságának) első osztályában, ahol a harmadik helyen végeztek.
1944-ben a csapat felvette a Saint Paul FC nevet, majd pár évvel később a helyi Englebert Gumiabroncsgyár támogatásáért cserébe FC Englebert-nek keresztelték át az együttest és a bajnokságot veretlenül befejezve, megszerezték első regionális bajnoki címüket.
A sikeren felbuzdúlva a vezetőség a Tout Puissant (Mindenható) jelzővel egészítette ki a csapat nevét.
1966-ban mesterhármast értek el, megnyerték a nemzeti bajnokságot, a országos kupasorozatot és a Katanga kupát is.
1967 és 1970 között négy Afrikai Bajnokok Ligája döntőben játszottak, melyből kétszer (1967 és 1968-ban) győztesen vonultak le a pályáról.
A sikerkorszak után visszaestek a középcsapatok szintjére és legközelebb 1976-ban szereztek bajnoki címet, majd az 1980-as Kupagyőztesek Afrika Kupáját emelhették a magasba.
1987-ben abszolválták ötödik bajnoki címüket, ezt követően viszont 2000-ig nem végeztek a dobogó legfelsőbb fokán egyetlen kupasorozatban sem.
2000-ben és 2001-ben duplázni tudtak a bajnokságban.
2006 óta 9 bajnoki címet, 3 szuperkupát, 3 Bajnokok Ligája serleget, 1 konföderációs és 2 Afrikai szuperkupát helyeztek a vitrinbe.
2010-ben pedig ezüstérmet szereztek a klubvilágbajnokságon, ahol a mexikói Pachuca és a brazil Internacional csapatát búcsúztatták. A döntőben viszont az olasz Internazionale túl nagy falatnak bizonyult.
2011-ben beérték két fő riválisukat a DC Motema Pembe és az AS Vita Club csapatait, és a következő években (2013, 2014) sem találtak legyőzőre a bajnokságban, így már egyértelműen az ország legerősebb csapatává léptek elő.
2015. november 8-án ötödik alkalommal emelhették magasba az Afrikai Bajnokok Ligája serlegét.
Ugyan a 2015-ös bajnoki címet elbukták az AS Vita Club ellenében, az ezüstérmet szerzett együttes indulhatott a Konföderációs Kupa 2016-os kiírásában és kiegyensúlyozott teljesítménnyel jutottak a döntőbe, ahol az algériai MO Béjaïa elleni oda-visszavágós mérkőzéseken is jobbnak bizonyultak, így 2016. november 6-án történetük során első alkalommal nyerték meg Afrika második számú kupasorozatát.
2016-ban és 2017-ben duplázni tudtak a bajnokságban, de a 2018-as szezonban a csapat csak a második hellyel tudott megelégedni.

## Sikerlista

### Hazai
- 16-szoros bajnok: 1966, 1967, 1969, 1976, 1987, 2000, 2001, 2006, 2007, 2009, 2011, 2012, 2013, 2014, 2016, 2017
- 5-szörös kupagyőztes:  1966, 1967, 1976, 1979, 2000
- 3-szoros szuperkupa győztes:  2013, 2014, 2016

### Nemzetközi
- 5-szörös Afrikai Bajnokok Ligája győztes: 1967, 1968, 2009, 2010, 2015
- 1-szeres CAF-konföderációs kupa győztes: 2016
- 3-szoros Afrikai szuperkupa győztes: 2010, 2011, 2016
- 1-szeres Kupagyőztesek Afrika-kupája győztes: 1980
- 1-szeres klubvilágbajnoki ezüstérmes: 2010

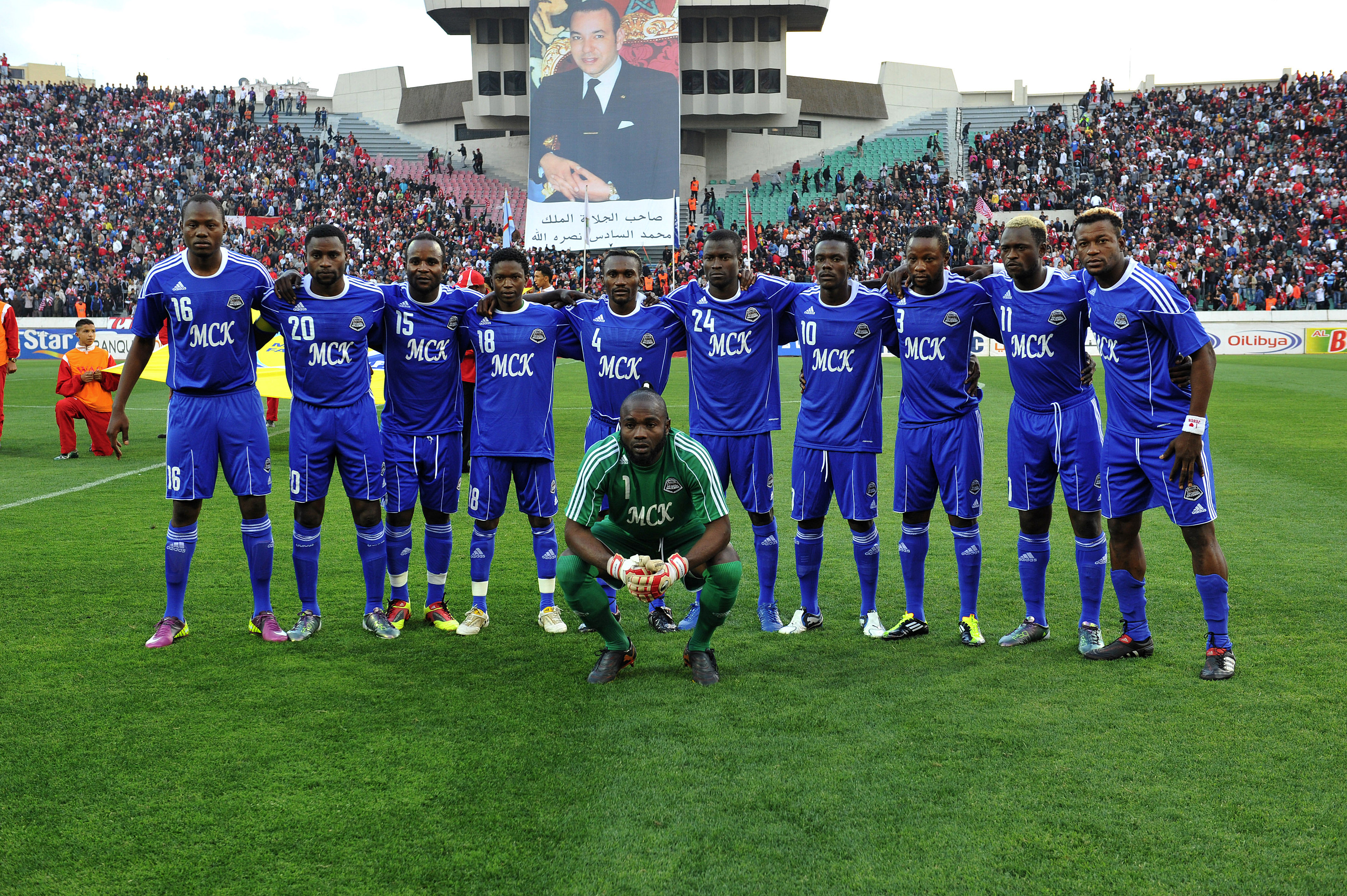
A csapat 2011. áprilisában

## Játékoskeret
2018-tól 
| #  |     | Poszt | Név               |
| -- | --- | ----- | ----------------- |
| 1  | MLI | K     | Ibrahim Mounkoro  |
| 21 | COD | K     | Aimé Bakula       |
| 22 | CIV | K     | Sylvain Gbohouo   |
| 2  | COD | V     | Joël Kimwaki      |
| 3  | COD | V     | Jean Kasusula     |
| 4  | COD | V     | Arséne Zola       |
| 5  | COD | V     | Issama Mpeko      |
| 14 | ZAM | V     | Chongo Kabaso     |
| 15 | COD | V     | Kévin Mondeko     |
| 24 | COD | V     | Kino Mwelwa       |
|    | COD | V     | El Jireh Nsingani |
| 10 | COD | KP    | Nana Kwesi        |
| 12 | COD | KP    | Eddy Luanyi       |

| #  |     | Poszt | Név               |
| -- | --- | ----- | ----------------- |
| 13 | ZAM | KP    | Nathan Sinkala    |
| 16 | CIV | KP    | Christian Koffi   |
| 18 | ZAM | KP    | Rainford Kalaba   |
| 26 | ZAM | KP    | Abdoulaye Sissoko |
| 27 | ZAM | KP    | Miché Mika        |
| 29 | COD | KP    | Glody Likonza     |
|    | COD | KP    | Abbas Nayeeb      |
|    | COD | KP    | Christ Kisangala  |
| 7  | COD | CS    | Landry Ntankeu    |
| 8  | COD | CS    | Trésor Mputu      |
| 9  | COD | CS    | Déo Kanda         |
| 11 | MLI | CS    | Adama Traoré      |